# Srećkovac
Srećkovac (en serbe cyrillique : Сређковац) est un village de Serbie situé dans la municipalité de Pirot, district de Pirot. Au recensement de 2011, il comptait 124 habitants.

## Démographie

### Évolution historique de la population
| 1948 | 1953 | 1961 | 1971 | 1981 | 1991 | 2002 | 2011 |
| ---- | ---- | ---- | ---- | ---- | ---- | ---- | ---- |
| 656  | 655  | 512  | 359  | 278  | 229  | 162  | 124  |

|  |